# 寺岡真三
寺岡 真三（てらおか しんぞう、1925年（大正14年）12月4日 ‐ 2007年（平成19年）8月26日）は昭和期の作曲家、編曲家。本名寺田 常三郎。

## 経歴
京都府京都市出身。早稲田大学政治経済学部卒業。
1952年以後に、ビクターレコード専属作曲家となる。
第2回日本レコード大賞大賞の「君恋し」（フランク永井）や、第6回日本レコード大賞編曲賞の「お座敷小唄」（松尾和子、和田弘とマヒナスターズ）、第11回日本レコード大賞編曲賞の「悲しみは駈け足でやってくる」（アン真理子）、ほか青江三奈の「恍惚のブルース」「長崎ブルース」「池袋の夜」など大ヒットの編曲を数々手掛けた。
2007年（平成19年）8月26日、心不全のため東京都中野区の自宅で死去した。81歳没。

## 主な編曲
- 青江三奈
  - 『恍惚のブルース』
  - 『長崎ブルース』
  - 『池袋の夜』

- 荒木一郎
  - 『いとしのマックス 〜マックス・ア・ゴー・ゴー〜』

- アン真理子
  - 『悲しみは駈け足でやってくる』

- 小畑実
  - 『湯の町しぐれ/流し唄』
  - 『はまゆうの道』

- 橋幸夫
  - 『すっ飛び野郎』
  - 『次郎長笠』
  - 『恋はせつなく』
  - 『大名古屋音頭』
  - 『あなたをつれて』

- フランク永井
  - 『夜霧の第二国道』
  - 『羽田発7時50分』
  - 『西銀座駅前』
  - 『ラブ・レター』
  - 『好き好き好き』
  - 『東京カチート』
  - 『君恋し』

- 松尾和子
  - 『春来川慕情』

- 松尾和子・フランク永井
  - 『11時過ぎから』

- 松尾和子・和田弘とマヒナスターズ
  - 『お座敷小唄』

- コレット・テンピア楽団
  - 『太陽はひとりぼっち』